# Nanocynodon seductus
Nanocynodon seductus — вид ранніх цинодонтів. Вид існував у кінці пермського періоду. Описаний по зубах, що знайдені поблизу поселення Большоє Ліново  Кіровської області  Росії.